# Приютное (Оренбургская область)
Приютное — село в Тоцком районе Оренбургской области России. Административный центр Приютинского сельсовета.

## География
Село находится в западной части Оренбургской области, в пределах юго-восточной части Восточно-Европейской равнины, в степной зоне, преимущественно на левом берегу реки Сороки, на расстоянии примерно 24 километров (по прямой) к юго-юго-западу (SSW) от села Тоцкого. Абсолютная высота — 121 метр над уровнем моря.
Климат
Климат характеризуется как резко континентальный с продолжительной морозной зимой и относительно коротким жарким сухим летом. Среднегодовая температура составляет 3 °C. Средняя температура воздуха самого тёплого месяца (июля) — 26,9 °C (абсолютный максимум — 42 °C); самого холодного (января) — −13,3 °C (абсолютный минимум — −43 °C). Среднегодовое количество атмосферных осадков не превышает 350—400 мм.
Часовой пояс
Село Приютное, как и вся Оренбургская область, находится в часовой зоне МСК+2. Смещение применяемого времени относительно UTC составляет +5:00.

## Население
| 2010 |
| ---- |
| 254  |

Гендерный состав
По данным Всероссийской переписи населения 2010 года в гендерной структуре населения мужчины составляли 43,7 %, женщины — соответственно 56,3 %.
Национальный состав
Согласно результатам переписи 2002 года, в национальной структуре населения русские составляли 94 % из 331 чел.